# Rafael Cervera Royo

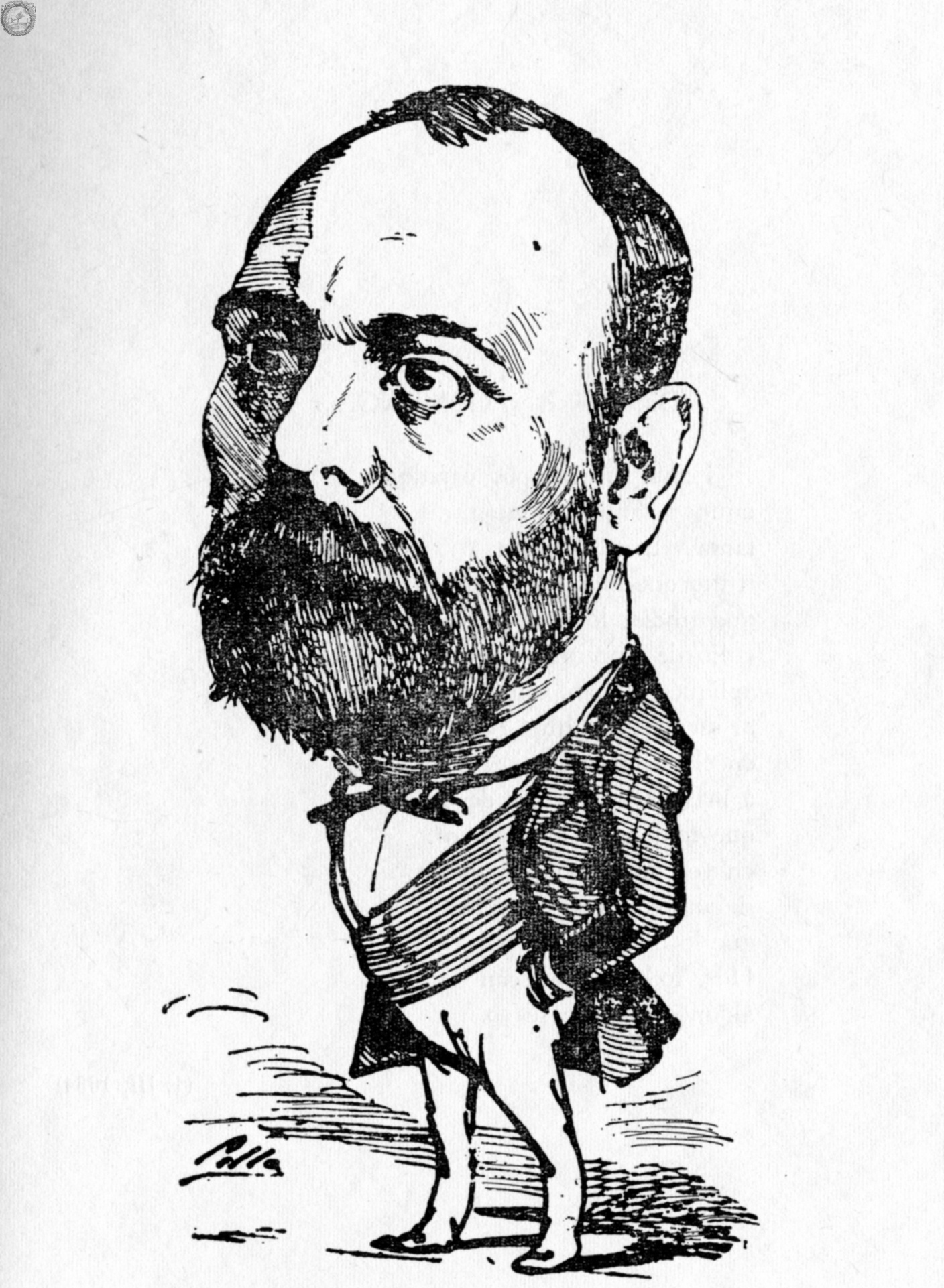
Rafael Cervera y Royo, caricatura de Ramón Cilla aparecida en El Dr. Sangredo. Revista satírica quincenal. Dedicada a los hijos de Esculapio.

Rafael Cervera Royo (Valencia, 25 de octubre de 1828-id., 1903) fue un médico y político español, hermano del también republicano federalista Salvador Cervera. Se especializó en oftalmología en París, y se estableció en Madrid en 1853, donde fue director del Instituto Oftálmico de Madrid en 1877. Considerado como uno de los padres de la oftalmología española, fueron discípulos suyos Vicente Chiralt, José Iborra y Nicolás Ferrer y Julve.
Miembro del Partido Republicano Democrático Federal, colaboró en el diario La República Federal y en 1870 sustituyó al diputado elegido en 1869 por el distrito electoral de Alcira, Carlos Cervera Monge. En las elecciones generales de 1873 fue elegido diputado por Alcira. También fue senador por las Islas Baleares entre 1871-1872, por Murcia entre 1872-1873 y por la Real Academia de Medicina entre 1884-1885. Colaboró con Nicolás Salmerón en la estructuración de una alternativa política republicana, y en las elecciones de 1891 fue elegido nuevamente diputado por Valencia en la candidatura del Partido Republicano Progresista.